# Фокино (Брянска област)
Вижте пояснителната страница за други значения на Фокино.
Фокино (на руски: Фо̀кино) e град в Брянска област, Русия. Населението на града към 1 януари 2018 година е 12 938 души.

## Географска характеристика
Градът е разположен по брега на река Болва, на 16 км северно от Брянск.

## История
Фокино има статут на град от 1964 г., а е основан през 1899 г.